# Seoane (Folgoso de Caurel)
Seoane (llamada oficialmente San Xoán de Seoane do Courel) es una parroquia y una aldea española del municipio de Folgoso de Caurel, en la provincia de Lugo, Galicia.

## Toponimia
El topónimo deriva del latín Sanctu(m) Iohanne(m), San Juan.
La parroquia también es conocida por el nombre de San Xoán de Seoane.

## Límites
Limita con las parroquias de Meiraos y Lousada al norte, Esperante y Visuña al este, A Seara (Quiroga) y Folgoso al sur, y Seceda al oeste.

## Historia
Antiguamente Seoane era la capital del ayuntamiento, pero solo mantuvo ese rango hasta la Guerra Civil. La capitalidad le fue conferida en el año 1834, junto al tratamiento de villa, hasta que le fue retirada en favor de Folgoso por razones aún desconocidas. No obstante, sigue manteniendo el carácter de capital municipal, concentrando un buen número de servicios, que se refleja en la feria que se celebra el segundo y el cuarto domingo de cada mes.

## Organización territorial
La parroquia está formada por nueve entidades de población, constando seis de ellas en el nomenclátor del Instituto Nacional de Estadística español:
- Cima de Vila
- Ferrería Vella
- Fondo de Vila
- Mercurín
- Moreda
- Parada
- Piñeira
- Seoane (Seoane do Courel)
- Vales

## Demografía

### Parroquia
| Gráfica de evolución demográfica de Seoane (parroquia) entre 2000 y 2020 |
|                                                                          |
| Datos según el nomenclátor publicado por el INE.                         |

### Aldea
| Gráfica de evolución demográfica de Seoane (aldea) entre 2000 y 2020 |
|                                                                      |
| Datos según el nomenclátor publicado por el INE.                     |

## Construcciones
- Casa del Escribano, que fue la antigua sede del ayuntamiento y posee un curioso reloj de sol.
- Iglesia de San Juan, situada en lo alto de la villa.
- Ferrería de Seoane, movida por el agua del río Lor.

## Festividades
Las fiestas se celebran en honor a San Juan los días 24 y 25 de junio.